# Меморијални парк Старо војно гробље на Делијском Вису
Меморијални парк „Старо војно гробље на Делијском Вису” је знаменито место на некадашњем Војничком гробљу у Нишу, основаном у време балканских ратова у Краљевини Србији, На њему су сахране војника настављене и у два светска рата, и по њиховом окончању све до 1956. године.
Једни поред других, у парку леже посмртни остаци 2.500 погинулим и умрлих хероја из јединица Српске Војске, 7 медицинских сестара, 34 војника, чиновника и доктора британске мисије у Нишу, али и посмртни остаци поражениих окупатора Аустро-Немачке војске у време Првог светског рата, као и посмртни остаци, недићеваца, четниика и савезнички пилоти погинули изнад Ниша или умрли као заточеници логора на Црвеном крсту у Нишу током Другог свестког рата.

## Ниво заштите
Меморијални парк „Старо војно гробље на Делијском Вису” је према одлуци Извршног савета Скупштине општине Ниш 4. децембра 1993 године проглашен за непокретно културно добро — знаменито место, и заведено под редним бројем ЗМ 05 у локални регистар Завода за заштиту споменика културе Ниш, и под бројем ЗМ 25 у централни регистар културних добара Републике Србије.
Надлежни завод који води локални регистар и бригу о овом локалитету је: Завод за заштиту споменика културе Ниш.

## Положај и пространство
Меморијални парк Старо војно гробље на Делијском Вису налази у истоименом насељу града Ниша, које је административно на подручју градскe општине Палилулa у Нишавском управном округу. Омеђено је са истока Француском улицом, са југа и запада Улицом Вељка Петровића, а са севера Улицом Милунке Савић.
Лоцирано је око 5 km источно од центра града Ниша, на око 200 метара јужно од магистралне саобраћајнице која повезује центар Ниша и Нишку Бању и на око 500 метара југоисточно од споменика Ћеле Кула и Војне болнице, у којој је преминуо највећи број сахрањених на овом гробљу.

## Историја Војног гробља у Нишу
Гробље за време балканских ратова и Великог рата
Вероватно да је сахрањивање на Војничком гробљу почело још 1912. и 1913. године у току велике епидемије колере и других заразних болести за време балканских ратова а наствило се и током Првог светског рата, када је на њему сахрањено поред 2.500 припадника Српске вокеске и 7 медицинских сестара и 34 војника, чиновника и доктора, припадника Британског комонвелта, из састав санитетске Мисије из Велике Британије која је радила у Војној болници у Нишу.
Сматра се да је на Војном гробљу у Нишу 1910-тих година сахрањено преко 2.500 војника претежно оболелих од пегавог тифуса, али и задобијених рана широм Србије, 1914. и 1915. године који су се пре смрти лечени у нишкој Војној болници. Како је поред рањеника у Војној болници Ниш леченено и око три хиљаде оболелих од сва три облика колере, тифуса и других заразних болести, а дневно је у време шестомесечне епидемије умирало и до 36 људи, не изненађује чињеница што је овако велики број умрлих сахрањен на овом, за ту намену специјално основаном гробљу.
У време Великог рата, на гробљу су сахрањени и оне који су за живота били окупатори Краљевине Србије, Аустроугари, Немци, Бугари.

### Гробље између два светска рата
Гробље је између два светска рата први пут уређено  1928. године,  по пројекту уређења „енглеског“ гробља од стране архитекте сер Роберта Лоримера. Наредне године (12. маја 1929). на гробљу је свечано откривен споменик у облику крста са мачем висок 4 метара, као симбол Великог рата.

### Гробље за време Другог светског рата
Сахрањивање на Војном гробљу на Делијском Вису је настављено и током Другог светског рата, када су на њему сахрањивани недићевски војници, па и четници који су лечени у Војној болници или умрли у логору ма Црвеном крсту.
Након што је међу првим страним поданицима који су доспели у логор на Црвеном крсту (док је он имао функцију заробљеничког логора), били и енглеских војника, заробљених приликом немачког освајања грчког острва Крит и приликом разбијања савезничке армије у Грчкој, неколико умрлих у логору сахрањено је на овом гробљу. На гробљу је заједно са Британским војницима сахрањено и неколикои Америчких пилота, заточеника логора на Црвеном крсту, по правилима прописаним Женевском и Хашком конвенцијом, које су се придржавали Немци када је реч о овој групи затвореника.
Могуће је да је на гробљу сахрањено и девет америчких пилота, чији је авион срушен од стране немачких снага током Другог свјетског рата - 14. априла 1944. године, изнад Паси Пољане. Њихова тела су после рата ексхумирана и пребачена у Сједињене Америчке Државе.
Након ослобођења Ниша 14. октобра 1944. године на гробљу су сахрањивани и војници који су лечени у војним здравственим установама Ниша од задобијених рана на Сремском фронту, али повремено и припадници Југословенска војске све до 1956. године.
На простору Старог војничког гробља било и Немачко гробље, на коме су сахрањивани немачки војници, али је оно, заједно са спомен-обележјима, пресељено у Београд. Сачувана је спомен-плоча на каменој кули са натписом на немачком језику:
„У славу немачкиx 1.300 ратника палих за Трећи рајх до 1942. године…„

### Гробље након Другог светског рата
По завршетку Другог светског рата, како се незванично може чути, гробље је остало без титулара препуштено пропадању. У таквим условима Војно гробље на Делијском Вису је значајно оштећено вандалским, често и осветничким понашањем појединаца, или из прикривене освете локалног становништва насеља Делијски Вис због чињеница да су током Другог светског рата овде сахрањивани недићевски војници, па и четници који су лечени у Војној болници за време Другог светског рата.
Међутим вандалски чин девастације гробља кулминирао је августа 1988. године у комунистичкој Југославији, у склопу изградње великог стамбеног комплекса, на коме је Војска градила станове за своје припаднике. Посмртни остаци су извађени из гробова и пребачени на друга места, а на парцели Војног гробља, направљено је петнаест стамбених објеката и склониште, док је мањи део остављен за Меморијални парк Старо војно гробље на Делијском Вис, непосредно уз Ратно војно гробље Британског Комонвелта у Нишу (које стављено под заштиту државе 1983. године).
Тада је Старо војно гробље на Делијском Вису са скоро 5 хектра сведено на само 300 m², колико данас износи површина меморијалног комплекса у чијем саставу се поред каменом оградом ограђеног Ратног војног гробља Британског Комонвелта захваљујући нишком архитекте Михаилу Миши Медведеву остао сачуван и мали део српског војног гробља.
На том једино сачуваном простору су по завршетку стамбене изградње закопани посмртни остаци 1.779 неидентификованих особа из непознатих периода, сакупљени са накадашњег Старог војног гробља на Делијском Вису. Овај простор је 1993. године као знаменито место и непокретног културног добро Републике Србије, проглашен за Меморијални парк, и стављено под заштиту државе.